# Copa de Clubes Campeones 2024 (San Juan)
La Copa de Clubes Campeones 2024 es la quincuagésima séptima edición de la Copa de Clubes Campeones, el torneo de clubes más importante de la provincia de San Juan, siendo llamado comúnmente el torneo más federal de San Juan.
En el torneo, participarán 32 equipos de las 12 ligas afiliadas a la Federación Sanjuanina de Fútbol y otorgará 1 cupo para el Torneo Regional Federal Amateur.
Como novedad para esta edición de la Copa de Clubes Campeones de la Federación Sanjuanina, la propuesta se multiplica porque están en plena organización de las versiones Juvenil, Senior y Futsal. Tres variantes que amplían el espectro para todo el mapa provincial que preparan equipos para ser protagonistas.

## Formato
Fase de grupos:
- Se confeccionaron 8 grupos de 4 equipos, sorteados.
- Los dos primeros de cada grupo acceden a octavos de final.

Octavos de final:
- La disputarán los 16 equipos clasificados de la fase de grupos.
- Se jugará por el sistema de eliminación directa, a doble partido.
- El equipo mejor ubicado, será quién defina la serie de local.
- En caso de persistir la igualdad en el global, se definirá mediante tiros desde el punto penal.

Cuartos de final:
- Los disputarán los 8 equipos ganadores de la fase anterior.
- Se jugará por el sistema de eliminación directa, a doble partido.
- El equipo mejor ubicado, será quién defina la serie de local.
- En caso de persistir la igualdad en el global, se definirá mediante tiros desde el punto penal.

Semifinales:
- Las disputarán los 4 equipos ganadores de la fase anterior.
- Se jugará por el sistema de eliminación directa, a doble partido.
- El equipo mejor ubicado, será quién defina la serie de local.
- En caso de persistir la igualdad en el global, se definirá mediante tiros desde el punto penal.

Final:
- La disputarán los 2 equipos ganadores de la fase anterior.
- Se jugará a un solo partido, en cancha neutral.
- En caso de empate, se definirá mediante tiros desde el punto penal.
- El ganador clasifica al Torneo Regional Federal Amateur.

## Equipos participantes
| Zona | Equipo                                       | Ciudad                       | Estadio                                                                     | Liga de origen                              |
| ---- | -------------------------------------------- | ---------------------------- | --------------------------------------------------------------------------- | ------------------------------------------- |
| 1    | Club Atlético General Sarmiento              | Media Agua                   | Sin nombre                                                                  | Liga Sarmientina de Fútbol                  |
| 1    | Club Sportivo San Martín                     | Rodeo                        | Sin nombre                                                                  | Liga Iglesiana de Fútbol                    |
| 1    | Club Sportivo 25 de Mayo                     | Villa Santa Rosa             | Sin nombre                                                                  | Liga Veinticinqueña de Fútbol               |
| 1    | Club Sportivo Juvenil Rawson                 | Rawson                       | Sin nombre                                                                  | Liga del Sureste de Rawson                  |
| 2    | Club Sportivo Árbol Verde                    | San José del Jáchal          | Sin nombre                                                                  | Liga Jachallera de Fútbol                   |
| 2    | Club Rojo Fiorito                            | 9 de Julio                   | Sin nombre                                                                  | Liga Sanjuanina de Fútbol                   |
| 2    | Club Sportivo Barrio Balcarce                | Santa Lucía                  | Sin nombre                                                                  | Asociación de Fútbol Amateur de Santa Lucía |
| 2    | Club Sportivo Social Divisadero              | Divisadero                   | Sin nombre                                                                  | Liga Sarmientina de Fútbol                  |
| 3    | Club Defensores de Boca                      | Los Berros                   | Sin nombre                                                                  | Liga Sarmientina de Fútbol                  |
| 3    | Club Unión La Juventud San Isidro            | Cochagual                    | Sin nombre                                                                  | Liga Sarmientina de Fútbol                  |
| 3    | Club Atlético Villa Etelvina                 | Caucete                      | Club Independencia (Caucete) Sin nombre                                     | Liga Caucetera Sanmartiniana de Fútbol      |
| 3    | Club Deportivo San Roque                     | General San Martín           | Complejo Polideportivo Municipal de Albardón Club Paso de los Andes         | Liga de Fútbol de Albardón-Angaco           |
| 4    | Club Deportivo Rincón                        | El Rincón                    | Sin nombre                                                                  | Liga de Fútbol de Albardón-Angaco           |
| 4    | Club Atlético Barrio Colón                   | Ullum                        | Sin nombre                                                                  | Liga de Fútbol Ullum Zonda                  |
| 4    | Club Sportivo Pismanta                       | Las Flores                   | Sp. Bella Vista (Iglesia) Sp. San Lorenzo (Rodeo)                           | Liga Iglesiana de Fútbol                    |
| 4    | Club Sportivo Nobleza Argentina              | Villa El Tango               | Sin nombre Sp. Rafael Benavidez (25 de Mayo)                                | Liga Veinticinqueña de Fútbol               |
| 5    | Club Cultural Villa Borjas                   | Las Casuarinas               | Sin nombre                                                                  | Liga Veinticinqueña de Fútbol               |
| 5    | Club Sportivo Tamberías                      | Tamberías                    | Sin nombre                                                                  | Liga Calingastina de Fútbol                 |
| 5    | Club Juventud Atlético Rivera                | Chimbas                      | Oscar ''Tinga'' Robledo                                                     | Liga Sanjuanina de Fútbol                   |
| 5    | Club Deportivo Caucete                       | Caucete                      | Sin nombre                                                                  | Liga Caucetera Sanmartiniana de Fútbol      |
| 6    | Club Juventud Unida Caucete                  | Caucete                      | Sin nombre                                                                  | Liga Caucetera Sanmartiniana de Fútbol      |
| 6    | Club Atlético Benjamín Matienzo              | Las Casuarinas               | Sin nombre                                                                  | Liga Veinticinqueña de Fútbol               |
| 6    | Club Atlético Juventud Unida                 | Tres Esquinas                | Sin nombre                                                                  | Liga Sarmientina de Fútbol                  |
| 6    | Club Yuventus La Majadita                    | San Agustín del Valle Fértil | Polideportivo Municipal de San Agustín del Valle Fértil, ''Viviana Chavez'' | Liga Vallista de Fútbol                     |
| 7    | Club Atlético General San Martín             | Villa San Martín             | Sin nombre                                                                  | Liga Caucetera Sanmartiniana de Fútbol      |
| 7    | Club Atlético General Belgrano               | Media Agua                   | Sin nombre                                                                  | Liga Sarmientina de Fútbol                  |
| 7    | Club Deportivo Social y Cultural Sol de Mayo | Santa Lucía                  | Club Hipólito Yrigoyen (Santa Lucía)                                        | Asociación de Fútbol Amateur de Santa Lucía |
| 7    | Club Atlético San Miguel Bochin Club         | Villa San Miguel             | Complejo Polideportivo Municipal de Albardón                                | Liga de Fútbol de Albardón-Angaco           |
| 8    | Club Atlético Arroyito Junior                | Angaco                       | Club Huracán (Angaco)                                                       | Liga de Fútbol de Albardón-Angaco           |
| 8    | Club Atlético Chacabuco                      | Santa Lucía                  | Sin nombre                                                                  | Asociación de Fútbol Amateur de Santa Lucía |
| 8    | Club Social y Deportivo La Patroncita        | San Agustín del Valle Fértil | Polideportivo Municipal de San Agustín del Valle Fértil, ''Viviana Chavez'' | Liga Vallista de Fútbol                     |
| 8    | Club Unión Medanitos                         | Rawson                       | Sin nombre                                                                  | Liga del Sureste de Rawson                  |

| 1. |

## Etapa clasificatoria
Los participantes se distribuyeron en 8 zonas de 4 equipos cada uno. Los 2 mejores equipos de todas las zonas clasificarán a octavos de final.
Los criterios de clasificación son los siguientes:
1. Puntos obtenidos.
2. Diferencia de goles.
3. Mayor cantidad de goles marcados.

### Zona 1

#### Tabla de posiciones
| Pos. | Equipo                             | Pts. | PJ | PG | PE | PP | GF | GC | Dif. |
| ---- | ---------------------------------- | ---- | -- | -- | -- | -- | -- | -- | ---- |
| 1.º  | Sp. San Martín (Rodeo)             | 12   | 4  | 4  | 0  | 0  | 13 | 2  | 11   |
| 2.º  | Sp. 25 de Mayo (Villa Santa Rosa)  | 6    | 4  | 2  | 0  | 2  | 10 | 5  | 5    |
| 3.º  | Gral. Sarmiento (Villa Media Agua) | 6    | 4  | 2  | 0  | 2  | 6  | 5  | 1    |
| 4.º  | Sp. Juvenil Rawson                 | 0    | 4  | 0  | 0  | 4  | 0  | 17 | −17  |

|  | Clasifican a octavos de final. |

#### Resultados
| Fecha 1                            | Fecha 1   | Fecha 1                           | Fecha 1                            | Fecha 1 | Fecha 1     |
| Local                              | Resultado | Visita                            | Estadio                            | Hora    | Fecha       |
| ---------------------------------- | --------- | --------------------------------- | ---------------------------------- | ------- | ----------- |
| Sp. San Martín (Rodeo)             | 5 - 1     | Sp. Juvenil Rawson                | Sp. San Martín (Rodeo)             | 17:00   | 20 de enero |
| Gral. Sarmiento (Villa Media Agua) | 2 - 0     | Sp. 25 de Mayo (Villa Santa Rosa) | Gral. Sarmiento (Villa Media Agua) | 18:00   | 21 de enero |

| Fecha 2                           | Fecha 2   | Fecha 2                            | Fecha 2                           | Fecha 2 | Fecha 2     |
| Local                             | Resultado | Visita                             | Estadio                           | Hora    | Fecha       |
| --------------------------------- | --------- | ---------------------------------- | --------------------------------- | ------- | ----------- |
| Sp. 25 de Mayo (Villa Santa Rosa) | 1 - 3     | Sp. San Martín (Rodeo)             | Sp. 25 de Mayo (Villa Santa Rosa) | 18:00   | 28 de enero |
| Sp. Juvenil Rawson                | 0 - 3     | Gral. Sarmiento (Villa Media Agua) | Club Deportivo Villa Hipódromo    | 17:00   | 28 de enero |

| Fecha 3                            | Fecha 3   | Fecha 3                           | Fecha 3                            | Fecha 3 | Fecha 3      |
| Local                              | Resultado | Visita                            | Estadio                            | Hora    | Fecha        |
| ---------------------------------- | --------- | --------------------------------- | ---------------------------------- | ------- | ------------ |
| Sp. Juvenil Rawson                 | 0 - 1     | Sp. 25 de Mayo (Villa Santa Rosa) | Club Deportivo Villa Hipódromo     | 17:30   | 4 de febrero |
| Gral. Sarmiento (Villa Media Agua) | 0 - 2     | Sp. San Martín (Rodeo)            | Gral. Sarmiento (Villa Media Agua) | 17:30   | 4 de febrero |

| Fecha 4                           | Fecha 4   | Fecha 4                            | Fecha 4                           | Fecha 4 | Fecha 4       |
| Local                             | Resultado | Visita                             | Estadio                           | Hora    | Fecha         |
| --------------------------------- | --------- | ---------------------------------- | --------------------------------- | ------- | ------------- |
| Sp. 25 de Mayo (Villa Santa Rosa) | 8 - 0     | Sp. Juvenil Rawson                 | Sp. 25 de Mayo (Villa Santa Rosa) | 18:00   | 11 de febrero |
| Sp. San Martín (Rodeo)            | 3 - 1     | Gral. Sarmiento (Villa Media Agua) | Sp. San Martín (Rodeo)            | 17:30   | 10 de febrero |

| Fecha 5                            | Fecha 5   | Fecha 5                           | Fecha 5                            | Fecha 5 | Fecha 5 |
| Local                              | Resultado | Visita                            | Estadio                            | Hora    | Fecha   |
| ---------------------------------- | --------- | --------------------------------- | ---------------------------------- | ------- | ------- |
| Sp. San Martín (Rodeo)             |           | Sp. 25 de Mayo (Villa Santa Rosa) | Sp. San Martín (Rodeo)             |         |         |
| Gral. Sarmiento (Villa Media Agua) |           | Sp. Juvenil Rawson                | Gral. Sarmiento (Villa Media Agua) |         |         |

| Fecha 6                           | Fecha 6   | Fecha 6                            | Fecha 6                           | Fecha 6 | Fecha 6 |
| Local                             | Resultado | Visita                             | Estadio                           | Hora    | Fecha   |
| --------------------------------- | --------- | ---------------------------------- | --------------------------------- | ------- | ------- |
| Sp. Juvenil Rawson                |           | Sp. San Martín (Rodeo)             | Club Deportivo Villa Hipódromo    |         |         |
| Sp. 25 de Mayo (Villa Santa Rosa) |           | Gral. Sarmiento (Villa Media Agua) | Sp. 25 de Mayo (Villa Santa Rosa) |         |         |

### Zona 2

#### Tabla de posiciones
| Pos. | Equipo                        | Pts. | PJ | PG | PE | PP | GF | GC | Dif. |
| ---- | ----------------------------- | ---- | -- | -- | -- | -- | -- | -- | ---- |
| 1.º  | Sp. Árbol Verde (Jáchal)      | 12   | 4  | 4  | 0  | 0  | 8  | 2  | 6    |
| 2.º  | Sp. Divisadero                | 5    | 4  | 1  | 2  | 1  | 4  | 3  | 1    |
| 3.º  | Sp. B° Balcarce (Santa Lucía) | 4    | 4  | 1  | 1  | 2  | 3  | 6  | −3   |
| 4.º  | Rojo Fiorito (9 de Julio)     | 1    | 4  | 0  | 1  | 3  | 2  | 6  | −4   |

|  | Clasifican a octavos de final. |

#### Resultados
| Fecha 1                   | Fecha 1   | Fecha 1                       | Fecha 1                   | Fecha 1 | Fecha 1     |
| Local                     | Resultado | Visita                        | Estadio                   | Hora    | Fecha       |
| ------------------------- | --------- | ----------------------------- | ------------------------- | ------- | ----------- |
| Rojo Fiorito (9 de Julio) | 1 - 1     | Sp. Divisadero                | Rojo Fiorito (9 de Julio) | 18:30   | 20 de enero |
| Sp. Árbol Verde (Jáchal)  | 2 - 0     | Sp. B° Balcarce (Santa Lucía) | Sp. Árbol Verde (Jáchal)  | 18:00   | 21 de enero |

| Fecha 2                       | Fecha 2   | Fecha 2                   | Fecha 2                              | Fecha 2 | Fecha 2     |
| Local                         | Resultado | Visita                    | Estadio                              | Hora    | Fecha       |
| ----------------------------- | --------- | ------------------------- | ------------------------------------ | ------- | ----------- |
| Sp. Divisadero                | 0 - 1     | Sp. Árbol Verde (Jáchal)  | Sp. Divisadero                       | 18:00   | 27 de enero |
| Sp. B° Balcarce (Santa Lucía) | 1 - 0     | Rojo Fiorito (9 de Julio) | Club Hipólito Yrigoyen (Santa Lucía) | 17:30   | 27 de enero |

| Fecha 3                       | Fecha 3   | Fecha 3                  | Fecha 3                              | Fecha 3 | Fecha 3      |
| Local                         | Resultado | Visita                   | Estadio                              | Hora    | Fecha        |
| ----------------------------- | --------- | ------------------------ | ------------------------------------ | ------- | ------------ |
| Sp. B° Balcarce (Santa Lucía) | 1 - 1     | Sp. Divisadero           | Club Hipólito Yrigoyen (Santa Lucía) | 18:00   | 3 de febrero |
| Rojo Fiorito (9 de Julio)     | 1 - 3     | Sp. Árbol Verde (Jáchal) | Rojo Fiorito (9 de Julio)            | 18:00   | 3 de febrero |

| Fecha 4                  | Fecha 4   | Fecha 4                       | Fecha 4                  | Fecha 4 | Fecha 4       |
| Local                    | Resultado | Visita                        | Estadio                  | Hora    | Fecha         |
| ------------------------ | --------- | ----------------------------- | ------------------------ | ------- | ------------- |
| Sp. Divisadero           | 3 - 1     | Sp. B° Balcarce (Santa Lucía) | Sp. Divisadero           | 18:00   | 11 de febrero |
| Sp. Árbol Verde (Jáchal) | 2 - 1     | Rojo Fiorito (9 de Julio)     | Sp. Árbol Verde (Jáchal) | 18:00   | 11 de febrero |

| Fecha 5                   | Fecha 5   | Fecha 5                       | Fecha 5                   | Fecha 5 | Fecha 5 |
| Local                     | Resultado | Visita                        | Estadio                   | Hora    | Fecha   |
| ------------------------- | --------- | ----------------------------- | ------------------------- | ------- | ------- |
| Sp. Árbol Verde (Jáchal)  |           | Sp. Divisadero                | Sp. Árbol Verde (Jáchal)  |         |         |
| Rojo Fiorito (9 de Julio) |           | Sp. B° Balcarce (Santa Lucía) | Rojo Fiorito (9 de Julio) |         |         |

| Fecha 6                       | Fecha 6   | Fecha 6                   | Fecha 6                              | Fecha 6 | Fecha 6 |
| Local                         | Resultado | Visita                    | Estadio                              | Hora    | Fecha   |
| ----------------------------- | --------- | ------------------------- | ------------------------------------ | ------- | ------- |
| Sp. Divisadero                |           | Rojo Fiorito (9 de Julio) | Sp. Divisadero                       |         |         |
| Sp. B° Balcarce (Santa Lucía) |           | Sp. Árbol Verde (Jáchal)  | Club Hipólito Yrigoyen (Santa Lucía) |         |         |

### Zona 3

#### Tabla de posiciones
| Pos. | Equipo                            | Pts. | PJ | PG | PE | PP | GF | GC | Dif. |
| ---- | --------------------------------- | ---- | -- | -- | -- | -- | -- | -- | ---- |
| 1.º  | Villa Etelvina (Caucete)          | 9    | 4  | 3  | 0  | 1  | 8  | 4  | 4    |
| 2.º  | Defensores de Boca (Los Berros)   | 6    | 4  | 2  | 0  | 2  | 9  | 9  | 0    |
| 3.º  | Unión Juv. San Isidro (Cochagual) | 4    | 4  | 1  | 1  | 2  | 5  | 7  | −2   |
| 4.º  | San Roque (VGSM)                  | 4    | 5  | 1  | 1  | 3  | 5  | 7  | −2   |

|  | Clasifican a octavos de final. |

#### Resultados
| Fecha 1                           | Fecha 1   | Fecha 1                         | Fecha 1                           | Fecha 1 | Fecha 1     |
| Local                             | Resultado | Visita                          | Estadio                           | Hora    | Fecha       |
| --------------------------------- | --------- | ------------------------------- | --------------------------------- | ------- | ----------- |
| Unión Juv. San Isidro (Cochagual) | 3 - 2     | Defensores de Boca (Los Berros) | Unión Juv. San Isidro (Cochagual) | 18:00   | 21 de enero |
| San Roque (VGSM)                  | 0 - 2     | Villa Etelvina (Caucete)        | Municipal de Albardón             | 18:00   | 20 de enero |

| Fecha 2                         | Fecha 2   | Fecha 2                           | Fecha 2                         | Fecha 2 | Fecha 2     |
| Local                           | Resultado | Visita                            | Estadio                         | Hora    | Fecha       |
| ------------------------------- | --------- | --------------------------------- | ------------------------------- | ------- | ----------- |
| Villa Etelvina (Caucete)        | 2 - 0     | Unión Juv. San Isidro (Cochagual) | Villa Etelvina (Caucete)        | 18:00   | 28 de enero |
| Defensores de Boca (Los Berros) | 3 - 2     | San Roque (VGSM)                  | Defensores de Boca (Los Berros) | 17:00   | 28 de enero |

| Fecha 3                         | Fecha 3   | Fecha 3                           | Fecha 3                         | Fecha 3 | Fecha 3      |
| Local                           | Resultado | Visita                            | Estadio                         | Hora    | Fecha        |
| ------------------------------- | --------- | --------------------------------- | ------------------------------- | ------- | ------------ |
| Defensores de Boca (Los Berros) | 2 - 0     | Villa Etelvina (Caucete)          | Defensores de Boca (Los Berros) | 18:00   | 3 de febrero |
| San Roque (VGSM)                | 1 - 1     | Unión Juv. San Isidro (Cochagual) | Club Paso de los Andes          | 18:00   | 4 de febrero |

| Fecha 4                           | Fecha 4   | Fecha 4                         | Fecha 4                           | Fecha 4 | Fecha 4       |
| Local                             | Resultado | Visita                          | Estadio                           | Hora    | Fecha         |
| --------------------------------- | --------- | ------------------------------- | --------------------------------- | ------- | ------------- |
| Villa Etelvina (Caucete)          | 4 - 2     | Defensores de Boca (Los Berros) | Club Independencia (Caucete)      | 18:00   | 11 de febrero |
| Unión Juv. San Isidro (Cochagual) | 1 - 2     | San Roque (VGSM)                | Unión Juv. San Isidro (Cochagual) | 18:00   | 11 de febrero |

| Fecha 5                           | Fecha 5   | Fecha 5                         | Fecha 5                           | Fecha 5 | Fecha 5 |
| Local                             | Resultado | Visita                          | Estadio                           | Hora    | Fecha   |
| --------------------------------- | --------- | ------------------------------- | --------------------------------- | ------- | ------- |
| Unión Juv. San Isidro (Cochagual) |           | Villa Etelvina (Caucete)        | Unión Juv. San Isidro (Cochagual) |         |         |
| San Roque (VGSM)                  |           | Defensores de Boca (Los Berros) | Municipal de Albardón             |         |         |

| Fecha 6                         | Fecha 6   | Fecha 6                           | Fecha 6                         | Fecha 6 | Fecha 6 |
| Local                           | Resultado | Visita                            | Estadio                         | Hora    | Fecha   |
| ------------------------------- | --------- | --------------------------------- | ------------------------------- | ------- | ------- |
| Defensores de Boca (Los Berros) |           | Unión Juv. San Isidro (Cochagual) | Defensores de Boca (Los Berros) |         |         |
| Villa Etelvina (Caucete)        |           | San Roque (VGSM)                  | Villa Etelvina (Caucete)        |         |         |

### Zona 4

#### Tabla de posiciones
| Pos. | Equipo                       | Pts. | PJ | PG | PE | PP | GF | GC | Dif. |
| ---- | ---------------------------- | ---- | -- | -- | -- | -- | -- | -- | ---- |
| 1.º  | Sp. Nobleza Argentina (V°ET) | 6    | 4  | 1  | 3  | 0  | 6  | 4  | 2    |
| 2.º  | Sp. Pismanta (Las Flores)    | 5    | 4  | 1  | 2  | 1  | 5  | 5  | 0    |
| 3.º  | Dep. Rincón                  | 5    | 4  | 1  | 2  | 1  | 5  | 6  | −1   |
| 4.º  | Barrio Colón (Ullum)         | 3    | 4  | 0  | 3  | 1  | 4  | 5  | −1   |

|  | Clasifican a octavos de final. |

#### Resultados
| Fecha 1                      | Fecha 1   | Fecha 1                   | Fecha 1                      | Fecha 1 | Fecha 1     |
| Local                        | Resultado | Visita                    | Estadio                      | Hora    | Fecha       |
| ---------------------------- | --------- | ------------------------- | ---------------------------- | ------- | ----------- |
| Barrio Colón (Ullum)         | 1 - 1     | Dep. Rincón               | Club San Lorenzo de Ullum    | 17:30   | 20 de enero |
| Sp. Nobleza Argentina (V°ET) | 1 - 1     | Sp. Pismanta (Las Flores) | Sp. Nobleza Argentina (V°ET) | 18:00   | 21 de enero |

| Fecha 2                   | Fecha 2   | Fecha 2                      | Fecha 2                   | Fecha 2 | Fecha 2     |
| Local                     | Resultado | Visita                       | Estadio                   | Hora    | Fecha       |
| ------------------------- | --------- | ---------------------------- | ------------------------- | ------- | ----------- |
| Dep. Rincón               | 0 - 2     | Sp. Nobleza Argentina (V°ET) | Municipal de Albardón     | 18:00   | 28 de enero |
| Sp. Pismanta (Las Flores) | 1 - 0     | Barrio Colón (Ullum)         | Sp. Bella Vista (Iglesia) | 17:30   | 27 de enero |

| Fecha 3                   | Fecha 3   | Fecha 3                      | Fecha 3                   | Fecha 3 | Fecha 3      |
| Local                     | Resultado | Visita                       | Estadio                   | Hora    | Fecha        |
| ------------------------- | --------- | ---------------------------- | ------------------------- | ------- | ------------ |
| Sp. Pismanta (Las Flores) | 1 - 2     | Dep. Rincón                  | Sp. San Lorenzo (Rodeo)   | 17:30   | 3 de febrero |
| Barrio Colón (Ullum)      | 1 - 1     | Sp. Nobleza Argentina (V°ET) | Club San Lorenzo de Ullum | 18:00   | 3 de febrero |

| Fecha 4                      | Fecha 4   | Fecha 4                   | Fecha 4                           | Fecha 4 | Fecha 4       |
| Local                        | Resultado | Visita                    | Estadio                           | Hora    | Fecha         |
| ---------------------------- | --------- | ------------------------- | --------------------------------- | ------- | ------------- |
| Dep. Rincón                  | 2 - 2     | Sp. Pismanta (Las Flores) | Municipal de Albardón             | 18:00   | 10 de febrero |
| Sp. Nobleza Argentina (V°ET) | 2 - 2     | Barrio Colón (Ullum)      | Sp. Rafael Benavidez (25 de Mayo) | 18:00   | 11 de febrero |

| Fecha 5                      | Fecha 5   | Fecha 5                   | Fecha 5                      | Fecha 5 | Fecha 5 |
| Local                        | Resultado | Visita                    | Estadio                      | Hora    | Fecha   |
| ---------------------------- | --------- | ------------------------- | ---------------------------- | ------- | ------- |
| Sp. Nobleza Argentina (V°ET) |           | Dep. Rincón               | Sp. Nobleza Argentina (V°ET) |         |         |
| Barrio Colón (Ullum)         |           | Sp. Pismanta (Las Flores) | Club San Lorenzo de Ullum    |         |         |

| Fecha 6                   | Fecha 6   | Fecha 6                      | Fecha 6                   | Fecha 6 | Fecha 6 |
| Local                     | Resultado | Visita                       | Estadio                   | Hora    | Fecha   |
| ------------------------- | --------- | ---------------------------- | ------------------------- | ------- | ------- |
| Dep. Rincón               |           | Barrio Colón (Ullum)         | Municipal de Albardón     |         |         |
| Sp. Pismanta (Las Flores) |           | Sp. Nobleza Argentina (V°ET) | Sp. Bella Vista (Iglesia) |         |         |

### Zona 5

#### Tabla de posiciones
| Pos. | Equipo                     | Pts. | PJ | PG | PE | PP | GF | GC | Dif. |
| ---- | -------------------------- | ---- | -- | -- | -- | -- | -- | -- | ---- |
| 1.º  | Cultural Villa Borjas (LC) | 9    | 4  | 3  | 0  | 1  | 9  | 4  | 5    |
| 2.º  | Dep. Caucete               | 9    | 3  | 3  | 0  | 0  | 6  | 2  | 4    |
| 3.º  | Juventud Rivera (San Juan) | 3    | 4  | 1  | 0  | 3  | 2  | 4  | −2   |
| 4.º  | Sp. Tamberías              | 0    | 4  | 0  | 0  | 4  | 1  | 8  | −7   |

|  | Clasifican a octavos de final. |

#### Resultados
| Fecha 1                    | Fecha 1   | Fecha 1       | Fecha 1                    | Fecha 1 | Fecha 1     |
| Local                      | Resultado | Visita        | Estadio                    | Hora    | Fecha       |
| -------------------------- | --------- | ------------- | -------------------------- | ------- | ----------- |
| Juventud Rivera (San Juan) | 2 - 0     | Sp. Tamberías | Oscar ''Tinga'' Robledo    | 17:00   | 21 de enero |
| Cultural Villa Borjas (LC) | 2 - 3     | Dep. Caucete  | Cultural Villa Borjas (LC) | 18:00   | 21 de enero |

| Fecha 2       | Fecha 2   | Fecha 2                    | Fecha 2       | Fecha 2 | Fecha 2     |
| Local         | Resultado | Visita                     | Estadio       | Hora    | Fecha       |
| ------------- | --------- | -------------------------- | ------------- | ------- | ----------- |
| Dep. Caucete  | 1 - 0     | Juventud Rivera (San Juan) | Dep. Caucete  | 18:00   | 27 de enero |
| Sp. Tamberías | 1 - 4     | Cultural Villa Borjas (LC) | Sp. Tamberías | 17:00   | 28 de enero |

| Fecha 3                    | Fecha 3   | Fecha 3                    | Fecha 3                    | Fecha 3 | Fecha 3      |
| Local                      | Resultado | Visita                     | Estadio                    | Hora    | Fecha        |
| -------------------------- | --------- | -------------------------- | -------------------------- | ------- | ------------ |
| Sp. Tamberías              | 0 - 2     | Dep. Caucete               | Sp. Tamberías              | 17:00   | 4 de febrero |
| Cultural Villa Borjas (LC) | 1 - 0     | Juventud Rivera (San Juan) | Cultural Villa Borjas (LC) | 18:00   | 4 de febrero |

| Fecha 4                    | Fecha 4   | Fecha 4                    | Fecha 4                 | Fecha 4 | Fecha 4       |
| Local                      | Resultado | Visita                     | Estadio                 | Hora    | Fecha         |
| -------------------------- | --------- | -------------------------- | ----------------------- | ------- | ------------- |
| Dep. Caucete               |           | Sp. Tamberías              | Dep. Caucete            | Susp.   | 10 de febrero |
| Juventud Rivera (San Juan) | 0 - 2     | Cultural Villa Borjas (LC) | Oscar ''Tinga'' Robledo | 18:00   | 11 de febrero |

| Fecha 5                    | Fecha 5   | Fecha 5       | Fecha 5                    | Fecha 5 | Fecha 5 |
| Local                      | Resultado | Visita        | Estadio                    | Hora    | Fecha   |
| -------------------------- | --------- | ------------- | -------------------------- | ------- | ------- |
| Juventud Rivera (San Juan) |           | Dep. Caucete  | Oscar ''Tinga'' Robledo    |         |         |
| Cultural Villa Borjas (LC) |           | Sp. Tamberías | Cultural Villa Borjas (LC) |         |         |

| Fecha 6       | Fecha 6   | Fecha 6                    | Fecha 6       | Fecha 6 | Fecha 6 |
| Local         | Resultado | Visita                     | Estadio       | Hora    | Fecha   |
| ------------- | --------- | -------------------------- | ------------- | ------- | ------- |
| Sp. Tamberías |           | Juventud Rivera (San Juan) | Sp. Tamberías |         |         |
| Dep. Caucete  |           | Cultural Villa Borjas (LC) | Dep. Caucete  |         |         |

### Zona 6

#### Tabla de posiciones
| Pos. | Equipo                     | Pts. | PJ | PG | PE | PP | GF | GC | Dif. |
| ---- | -------------------------- | ---- | -- | -- | -- | -- | -- | -- | ---- |
| 1.º  | Juventud Unida (Caucete)   | 10   | 4  | 3  | 1  | 0  | 8  | 2  | 6    |
| 2.º  | Juventud Unida (Sarmiento) | 7    | 4  | 2  | 1  | 1  | 5  | 6  | −1   |
| 3.º  | Benjamín Matienzo (LC)     | 4    | 4  | 1  | 1  | 2  | 4  | 4  | 0    |
| 4.º  | Yuventus (La Majadita)     | 1    | 4  | 0  | 1  | 3  | 3  | 8  | −5   |

|  | Clasifican a octavos de final. |

#### Resultados
| Fecha 1                  | Fecha 1   | Fecha 1                    | Fecha 1                      | Fecha 1 | Fecha 1     |
| Local                    | Resultado | Visita                     | Estadio                      | Hora    | Fecha       |
| ------------------------ | --------- | -------------------------- | ---------------------------- | ------- | ----------- |
| Yuventus (La Majadita)   | 0 - 2     | Benjamín Matienzo (LC)     | Municipal Viviana Chavez     | 18:00   | 21 de enero |
| Juventud Unida (Caucete) | 3 - 0     | Juventud Unida (Sarmiento) | Club Independencia (Caucete) | 18:00   | 21 de enero |

| Fecha 2                    | Fecha 2   | Fecha 2                  | Fecha 2                    | Fecha 2 | Fecha 2     |
| Local                      | Resultado | Visita                   | Estadio                    | Hora    | Fecha       |
| -------------------------- | --------- | ------------------------ | -------------------------- | ------- | ----------- |
| Juventud Unida (Sarmiento) | 2 - 1     | Yuventus (La Majadita)   | Juventud Unida (Sarmiento) | 18:00   | 28 de enero |
| Benjamín Matienzo (LC)     | 0 - 1     | Juventud Unida (Caucete) | Club Santa María Tupeli    | 18:00   | 28 de enero |

| Fecha 3                  | Fecha 3   | Fecha 3                    | Fecha 3                      | Fecha 3 | Fecha 3      |
| Local                    | Resultado | Visita                     | Estadio                      | Hora    | Fecha        |
| ------------------------ | --------- | -------------------------- | ---------------------------- | ------- | ------------ |
| Benjamín Matienzo (LC)   | 1 - 1     | Juventud Unida (Sarmiento) | Club Santa María Tupeli      | 18:00   | 4 de febrero |
| Juventud Unida (Caucete) | 3 - 1     | Yuventus (La Majadita)     | Club Independencia (Caucete) | 18:00   | 3 de febrero |

| Fecha 4                    | Fecha 4   | Fecha 4                  | Fecha 4                    | Fecha 4 | Fecha 4       |
| Local                      | Resultado | Visita                   | Estadio                    | Hora    | Fecha         |
| -------------------------- | --------- | ------------------------ | -------------------------- | ------- | ------------- |
| Juventud Unida (Sarmiento) | 2 - 1     | Benjamín Matienzo (LC)   | Juventud Unida (Sarmiento) | 18:00   | 11 de febrero |
| Yuventus (La Majadita)     | 1 - 1     | Juventud Unida (Caucete) | Municipal Viviana Chavez   | 18:00   | 11 de febrero |

| Fecha 5                  | Fecha 5   | Fecha 5                    | Fecha 5                      | Fecha 5 | Fecha 5 |
| Local                    | Resultado | Visita                     | Estadio                      | Hora    | Fecha   |
| ------------------------ | --------- | -------------------------- | ---------------------------- | ------- | ------- |
| Yuventus (La Majadita)   |           | Juventud Unida (Sarmiento) | Municipal Viviana Chavez     |         |         |
| Juventud Unida (Caucete) |           | Benjamín Matienzo (LC)     | Club Independencia (Caucete) |         |         |

| Fecha 6                    | Fecha 6   | Fecha 6                  | Fecha 6                    | Fecha 6 | Fecha 6 |
| Local                      | Resultado | Visita                   | Estadio                    | Hora    | Fecha   |
| -------------------------- | --------- | ------------------------ | -------------------------- | ------- | ------- |
| Benjamín Matienzo (LC)     |           | Yuventus (La Majadita)   | Club Santa María Tupeli    |         |         |
| Juventud Unida (Sarmiento) |           | Juventud Unida (Caucete) | Juventud Unida (Sarmiento) |         |         |

### Zona 7

#### Tabla de posiciones
| Pos. | Equipo                      | Pts. | PJ | PG | PE | PP | GF | GC | Dif. |
| ---- | --------------------------- | ---- | -- | -- | -- | -- | -- | -- | ---- |
| 1.º  | San Miguel Bochin Club      | 8    | 4  | 2  | 2  | 0  | 12 | 4  | 8    |
| 2.º  | Atl. Gral. San Martín       | 8    | 4  | 2  | 2  | 0  | 9  | 5  | 4    |
| 3.º  | Gral. Belgrano (Media Agua) | 4    | 4  | 1  | 1  | 2  | 2  | 4  | −2   |
| 4.º  | Sol de Mayo (Santa Lucía)   | 1    | 4  | 0  | 1  | 3  | 3  | 13 | −10  |

|  | Clasifican a octavos de final. |

#### Resultados
| Fecha 1                   | Fecha 1   | Fecha 1                     | Fecha 1                              | Fecha 1 | Fecha 1     |
| Local                     | Resultado | Visita                      | Estadio                              | Hora    | Fecha       |
| ------------------------- | --------- | --------------------------- | ------------------------------------ | ------- | ----------- |
| Sol de Mayo (Santa Lucía) | 0 - 2     | Gral. Belgrano (Media Agua) | Club Hipólito Yrigoyen (Santa Lucía) | 17:30   | 21 de enero |
| San Miguel Bochin Club    | 3 - 3     | Atl. Gral. San Martín       | Municipal de Albardón                | 18:30   | 21 de enero |

| Fecha 2                     | Fecha 2   | Fecha 2                   | Fecha 2                     | Fecha 2 | Fecha 2     |
| Local                       | Resultado | Visita                    | Estadio                     | Hora    | Fecha       |
| --------------------------- | --------- | ------------------------- | --------------------------- | ------- | ----------- |
| Atl. Gral. San Martín       | 2 - 2     | Sol de Mayo (Santa Lucía) | Atl. Gral. San Martín       | 17:30   | 27 de enero |
| Gral. Belgrano (Media Agua) | 0 - 0     | San Miguel Bochin Club    | Gral. Belgrano (Media Agua) | 18:00   | 28 de enero |

| Fecha 3                     | Fecha 3   | Fecha 3                   | Fecha 3                     | Fecha 3 | Fecha 3      |
| Local                       | Resultado | Visita                    | Estadio                     | Hora    | Fecha        |
| --------------------------- | --------- | ------------------------- | --------------------------- | ------- | ------------ |
| Gral. Belgrano (Media Agua) | 0 - 2     | Atl. Gral. San Martín     | Gral. Belgrano (Media Agua) | 18:00   | 4 de febrero |
| San Miguel Bochin Club      | 6 - 0     | Sol de Mayo (Santa Lucía) | Municipal de Albardón       | 18:00   | 3 de febrero |

| Fecha 4                   | Fecha 4   | Fecha 4                     | Fecha 4                              | Fecha 4 | Fecha 4       |
| Local                     | Resultado | Visita                      | Estadio                              | Hora    | Fecha         |
| ------------------------- | --------- | --------------------------- | ------------------------------------ | ------- | ------------- |
| Atl. Gral. San Martín     | 2 - 0     | Gral. Belgrano (Media Agua) | Atl. Gral. San Martín                | 18:00   | 11 de febrero |
| Sol de Mayo (Santa Lucía) | 1 - 3     | San Miguel Bochin Club      | Club Hipólito Yrigoyen (Santa Lucía) | 18:00   | 11 de febrero |

| Fecha 5                   | Fecha 5   | Fecha 5                     | Fecha 5                              | Fecha 5 | Fecha 5 |
| Local                     | Resultado | Visita                      | Estadio                              | Hora    | Fecha   |
| ------------------------- | --------- | --------------------------- | ------------------------------------ | ------- | ------- |
| Sol de Mayo (Santa Lucía) |           | Atl. Gral. San Martín       | Club Hipólito Yrigoyen (Santa Lucía) |         |         |
| San Miguel Bochin Club    |           | Gral. Belgrano (Media Agua) | Municipal de Albardón                |         |         |

| Fecha 6                     | Fecha 6   | Fecha 6                   | Fecha 6                     | Fecha 6 | Fecha 6 |
| Local                       | Resultado | Visita                    | Estadio                     | Hora    | Fecha   |
| --------------------------- | --------- | ------------------------- | --------------------------- | ------- | ------- |
| Gral. Belgrano (Media Agua) |           | Sol de Mayo (Santa Lucía) | Gral. Belgrano (Media Agua) |         |         |
| Atl. Gral. San Martín       |           | San Miguel Bochin Club    | Atl. Gral. San Martín       |         |         |

### Zona 8

#### Tabla de posiciones
| Pos. | Equipo                   | Pts. | PJ | PG | PE | PP | GF | GC | Dif. |
| ---- | ------------------------ | ---- | -- | -- | -- | -- | -- | -- | ---- |
| 1.º  | Arroyito Jrs. (Angaco)   | 8    | 4  | 2  | 2  | 0  | 9  | 3  | 6    |
| 2.º  | Unión Medanitos (Rawson) | 8    | 4  | 2  | 2  | 0  | 9  | 4  | 5    |
| 3.º  | La Patroncita (SAdVF)    | 4    | 4  | 1  | 1  | 2  | 2  | 7  | −5   |
| 4.º  | Chacabuco (Santa Lucía)  | 1    | 4  | 0  | 1  | 3  | 4  | 10 | −6   |

|  | Clasifican a octavos de final. |

#### Resultados
| Fecha 1                  | Fecha 1   | Fecha 1                | Fecha 1                              | Fecha 1 | Fecha 1     |
| Local                    | Resultado | Visita                 | Estadio                              | Hora    | Fecha       |
| ------------------------ | --------- | ---------------------- | ------------------------------------ | ------- | ----------- |
| Unión Medanitos (Rawson) | 3 - 0     | La Patroncita (SAdVF)  | Club Hipólito Yrigoyen (Santa Lucía) | 17:30   | 20 de enero |
| Chacabuco (Santa Lucía)  | 1 - 4     | Arroyito Jrs. (Angaco) | Sp. San Pedro (Santa Lucía)          | 17:30   | 20 de enero |

| Fecha 2                | Fecha 2   | Fecha 2                  | Fecha 2                  | Fecha 2 | Fecha 2     |
| Local                  | Resultado | Visita                   | Estadio                  | Hora    | Fecha       |
| ---------------------- | --------- | ------------------------ | ------------------------ | ------- | ----------- |
| Arroyito Jrs. (Angaco) | 2 - 2     | Unión Medanitos (Rawson) | Club Huracán (Angaco)    | 17:30   | 27 de enero |
| La Patroncita (SAdVF)  | 2 - 1     | Chacabuco (Santa Lucía)  | Municipal Viviana Chavez | 18:00   | 27 de enero |

| Fecha 3                 | Fecha 3   | Fecha 3                  | Fecha 3                     | Fecha 3 | Fecha 3      |
| Local                   | Resultado | Visita                   | Estadio                     | Hora    | Fecha        |
| ----------------------- | --------- | ------------------------ | --------------------------- | ------- | ------------ |
| La Patroncita (SAdVF)   | 0 - 0     | Arroyito Jrs. (Angaco)   | Municipal Viviana Chavez    | 18:00   | 4 de febrero |
| Chacabuco (Santa Lucía) | 2 - 2     | Unión Medanitos (Rawson) | Sp. San Pedro (Santa Lucía) | 17:45   | 3 de febrero |

| Fecha 4                  | Fecha 4   | Fecha 4                 | Fecha 4                              | Fecha 4 | Fecha 4       |
| Local                    | Resultado | Visita                  | Estadio                              | Hora    | Fecha         |
| ------------------------ | --------- | ----------------------- | ------------------------------------ | ------- | ------------- |
| Arroyito Jrs. (Angaco)   | 3 - 0     | La Patroncita (SAdVF)   | Club Huracán (Angaco)                | 18:00   | 11 de febrero |
| Unión Medanitos (Rawson) | 2 - 0     | Chacabuco (Santa Lucía) | Club Hipólito Yrigoyen (Santa Lucía) | 17:30   | 10 de febrero |

| Fecha 5                  | Fecha 5   | Fecha 5                | Fecha 5                              | Fecha 5 | Fecha 5 |
| Local                    | Resultado | Visita                 | Estadio                              | Hora    | Fecha   |
| ------------------------ | --------- | ---------------------- | ------------------------------------ | ------- | ------- |
| Unión Medanitos (Rawson) |           | Arroyito Jrs. (Angaco) | Club Hipólito Yrigoyen (Santa Lucía) |         |         |
| Chacabuco (Santa Lucía)  |           | La Patroncita (SAdVF)  | Sp. San Pedro (Santa Lucía)          |         |         |

| Fecha 6                | Fecha 6   | Fecha 6                  | Fecha 6                  | Fecha 6 | Fecha 6 |
| Local                  | Resultado | Visita                   | Estadio                  | Hora    | Fecha   |
| ---------------------- | --------- | ------------------------ | ------------------------ | ------- | ------- |
| La Patroncita (SAdVF)  |           | Unión Medanitos (Rawson) | Municipal Viviana Chavez |         |         |
| Arroyito Jrs. (Angaco) |           | Chacabuco (Santa Lucía)  | Club Huracán (Angaco)    |         |         |

## Cuadro de desarrollo
|  | Octavos de final | Octavos de final | Octavos de final | Octavos de final |  |  | Cuartos de final | Cuartos de final | Cuartos de final | Cuartos de final |  |  | Semifinales | Semifinales | Semifinales | Semifinales |  |  | Final | Final |  |
|  | 2024             | 2024             | 2024             | 2024             |  |  | 2024             | 2024             | 2024             | 2024             |  |  | 2024        | 2024        | 2024        | 2024        |  |  | 2024  | 2024  |  |
|  |                  |                  |                  |                  |  |  |                  |                  |                  |                  |  |  |             |             |             |             |  |  |       |       |  |
|  |                  |                  |                  |                  |  |  |                  |                  |                  |                  |  |  |             |             |             |             |  |  |       |       |  |
|  |                  |                  |                  |                  |  |  |                  |                  |                  |                  |  |  |             |             |             |             |  |  |       |       |  |
|  |                  |                  |                  |                  |  |  |                  |                  |                  |                  |  |  |             |             |             |             |  |  |       |       |  |
|  |                  |                  |                  |                  |  |  |                  |                  |                  |                  |  |  |             |             |             |             |  |  |       |       |  |
|  |                  |                  |                  |                  |  |  |                  |                  |                  |                  |  |  |             |             |             |             |  |  |       |       |  |
|  |                  |                  |                  |                  |  |  |                  |                  |                  |                  |  |  |             |             |             |             |  |  |       |       |  |
|  |                  |                  |                  |                  |  |  |                  |                  |                  |                  |  |  |             |             |             |             |  |  |       |       |  |
|  |                  |                  |                  |                  |  |  |                  |                  |                  |                  |  |  |             |             |             |             |  |  |       |       |  |
|  |                  |                  |                  |                  |  |  |                  |                  |                  |                  |  |  |             |             |             |             |  |  |       |       |  |
|  |                  |                  |                  |                  |  |  |                  |                  |                  |                  |  |  |             |             |             |             |  |  |       |       |  |
|  |                  |                  |                  |                  |  |  |                  |                  |                  |                  |  |  |             |             |             |             |  |  |       |       |  |
|  |                  |                  |                  |                  |  |  |                  |                  |                  |                  |  |  |             |             |             |             |  |  |       |       |  |
|  |                  |                  |                  |                  |  |  |                  |                  |                  |                  |  |  |             |             |             |             |  |  |       |       |  |
|  |                  |                  |                  |                  |  |  |                  |                  |                  |                  |  |  |             |             |             |             |  |  |       |       |  |
|  |                  |                  |                  |                  |  |  |                  |                  |                  |                  |  |  |             |             |             |             |  |  |       |       |  |
|  |                  |                  |                  |                  |  |  |                  |                  |                  |                  |  |  |             |             |             |             |  |  |       |       |  |
|  |                  |                  |                  |                  |  |  |                  |                  |                  |                  |  |  |             |             |             |             |  |  |       |       |  |
|  |                  |                  |                  |                  |  |  |                  |                  |                  |                  |  |  |             |             |             |             |  |  |       |       |  |
|  |                  |                  |                  |                  |  |  |                  |                  |                  |                  |  |  |             |             |             |             |  |  |       |       |  |
|  |                  |                  |                  |                  |  |  |                  |                  |                  |                  |  |  |             |             |             |             |  |  |       |       |  |
|  |                  |                  |                  |                  |  |  |                  |                  |                  |                  |  |  |             |             |             |             |  |  |       |       |  |
|  |                  |                  |                  |                  |  |  |                  |                  |                  |                  |  |  |             |             |             |             |  |  |       |       |  |
|  |                  |                  |                  |                  |  |  |                  |                  |                  |                  |  |  |             |             |             |             |  |  |       |       |  |
|  |                  |                  |                  |                  |  |  |                  |                  |                  |                  |  |  |             |             |             |             |  |  |       |       |  |
|  |                  |                  |                  |                  |  |  |                  |                  |                  |                  |  |  |             |             |             |             |  |  |       |       |  |
|  |                  |                  |                  |                  |  |  |                  |                  |                  |                  |  |  |             |             |             |             |  |  |       |       |  |
|  |                  |                  |                  |                  |  |  |                  |                  |                  |                  |  |  |             |             |             |             |  |  |       |       |  |
|  |                  |                  |                  |                  |  |  |                  |                  |                  |                  |  |  |             |             |             |             |  |  |       |       |  |
|  |                  |                  |                  |                  |  |  |                  |                  |                  |                  |  |  |             |             |             |             |  |  |       |       |  |
|  |                  |                  |                  |                  |  |  |                  |                  |                  |                  |  |  |             |             |             |             |  |  |       |       |  |
|  |                  |                  |                  |                  |  |  |                  |                  |                  |                  |  |  |             |             |             |             |  |  |       |       |  |
|  |                  |                  |                  |                  |  |  |                  |                  |                  |                  |  |  |             |             |             |             |  |  |       |       |  |
|  |                  |                  |                  |                  |  |  |                  |                  |                  |                  |  |  |             |             |             |             |  |  |       |       |  |
|  |                  |                  |                  |                  |  |  |                  |                  |                  |                  |  |  |             |             |             |             |  |  |       |       |  |
|  |                  |                  |                  |                  |  |  |                  |                  |                  |                  |  |  |             |             |             |             |  |  |       |       |  |
|  |                  |                  |                  |                  |  |  |                  |                  |                  |                  |  |  |             |             |             |             |  |  |       |       |  |
|  |                  |                  |                  |                  |  |  |                  |                  |                  |                  |  |  |             |             |             |             |  |  |       |       |  |
|  |                  |                  |                  |                  |  |  |                  |                  |                  |                  |  |  |             |             |             |             |  |  |       |       |  |
|  |                  |                  |                  |                  |  |  |                  |                  |                  |                  |  |  |             |             |             |             |  |  |       |       |  |
|  |                  |                  |                  |                  |  |  |                  |                  |                  |                  |  |  |             |             |             |             |  |  |       |       |  |
|  |                  |                  |                  |                  |  |  |                  |                  |                  |                  |  |  |             |             |             |             |  |  |       |       |  |
|  |                  |                  |                  |                  |  |  |                  |                  |                  |                  |  |  |             |             |             |             |  |  |       |       |  |
|  |                  |                  |                  |                  |  |  |                  |                  |                  |                  |  |  |             |             |             |             |  |  |       |       |  |
|  |                  |                  |                  |                  |  |  |                  |                  |                  |                  |  |  |             |             |             |             |  |  |       |       |  |
|  |                  |                  |                  |                  |  |  |                  |                  |                  |                  |  |  |             |             |             |             |  |  |       |       |  |
|  |                  |                  |                  |                  |  |  |                  |                  |                  |                  |  |  |             |             |             |             |  |  |       |       |  |
|  |                  |                  |                  |                  |  |  |                  |                  |                  |                  |  |  |             |             |             |             |  |  |       |       |  |
|  |                  |                  |                  |                  |  |  |                  |                  |                  |                  |  |  |             |             |             |             |  |  |       |       |  |

- Nota: En cada llave, el equipo que ocupa la segunda línea es el que define la serie como local.

## Fase eliminatoria
A partir de aquí los equipos se enfrentan por eliminación directa a doble partido, uno en cada sede. En caso de empate al cabo de la serie, se ejecutan tiros desde el punto penal.
Desde esta instancia, el equipo que ostente menor número de orden que su rival de turno ejercerá la localía en el partido de vuelta.

### Octavos de final
16 clasificados de la fase de grupos.
| Llave | Local - Vuelta | Global | Local - Ida |
| ----- | -------------- | ------ | ----------- |
| O1    |                |        |             |
| O2    |                |        |             |
| O3    |                |        |             |
| O4    |                |        |             |
| O5    |                |        |             |
| O6    |                |        |             |
| O7    |                |        |             |
| O8    |                |        |             |

|  | Clasificado a cuartos de final. |

| Partidos de ida | Partidos de ida | Partidos de ida | Partidos de ida | Partidos de ida |
| Local           | Resultado       | Visita          | Estadio         | Fecha           |
| --------------- | --------------- | --------------- | --------------- | --------------- |
|                 |                 |                 |                 |                 |
|                 |                 |                 |                 |                 |
|                 |                 |                 |                 |                 |
|                 |                 |                 |                 |                 |
|                 |                 |                 |                 |                 |
|                 |                 |                 |                 |                 |
|                 |                 |                 |                 |                 |
|                 |                 |                 |                 |                 |

| Partidos de vuelta | Partidos de vuelta | Partidos de vuelta | Partidos de vuelta | Partidos de vuelta |
| Local              | Resultado          | Visita             | Estadio            | Fecha              |
| ------------------ | ------------------ | ------------------ | ------------------ | ------------------ |
|                    |                    |                    |                    |                    |
|                    |                    |                    |                    |                    |
|                    |                    |                    |                    |                    |
|                    |                    |                    |                    |                    |
|                    |                    |                    |                    |                    |
|                    |                    |                    |                    |                    |
|                    |                    |                    |                    |                    |
|                    |                    |                    |                    |                    |

- Nota: En las series a dos partidos el equipo con el menor número de orden es el que define la serie como local.

### Cuartos de final
Los 8 clasificados de los octavos de final.
| Llave | Local - Vuelta | Global | Local - Ida |
| ----- | -------------- | ------ | ----------- |
| C1    |                |        |             |
| C2    |                |        |             |
| C3    |                |        |             |
| C4    |                |        |             |

|  | Clasificado a Semifinales. |

| Partidos de ida | Partidos de ida | Partidos de ida | Partidos de ida | Partidos de ida |
| Local           | Resultado       | Visita          | Estadio         | Fecha           |
| --------------- | --------------- | --------------- | --------------- | --------------- |
|                 |                 |                 |                 |                 |
|                 |                 |                 |                 |                 |
|                 |                 |                 |                 |                 |
|                 |                 |                 |                 |                 |

| Partidos de vuelta | Partidos de vuelta | Partidos de vuelta | Partidos de vuelta | Partidos de vuelta |
| Local              | Resultado          | Visita             | Estadio            | Fecha              |
| ------------------ | ------------------ | ------------------ | ------------------ | ------------------ |
|                    |                    |                    |                    |                    |
|                    |                    |                    |                    |                    |
|                    |                    |                    |                    |                    |
|                    |                    |                    |                    |                    |

### Semifinales
Los 4 clasificados de los cuartos de final.
| Llave | Local - Vuelta | Global | Local - Ida |
| ----- | -------------- | ------ | ----------- |
| S1    |                |        |             |
| S2    |                |        |             |

|  | Clasificado a la Final. |

| Partidos de ida | Partidos de ida | Partidos de ida | Partidos de ida | Partidos de ida |
| Local           | Resultado       | Visita          | Estadio         | Fecha           |
| --------------- | --------------- | --------------- | --------------- | --------------- |
|                 |                 |                 |                 |                 |
|                 |                 |                 |                 |                 |

| Partidos de vuelta | Partidos de vuelta | Partidos de vuelta | Partidos de vuelta | Partidos de vuelta |
| Local              | Resultado          | Visita             | Estadio            | Fecha              |
| ------------------ | ------------------ | ------------------ | ------------------ | ------------------ |
|                    |                    |                    |                    |                    |
|                    |                    |                    |                    |                    |

### Final
Los 2 clasificados de las semifinales. El ganador clasifica al Torneo Regional Federal Amateur.
| A definir | S1 | vs. | S2 | A definir, A definir  |  |
|           |    |     |    | Árbitro(s): A definir |  |